# 료불기적아과의생
《료불기적아과의생》(了不起的儿科医生)은 2020년 방송되었던 중국의 드라마이다.

## 소개
- 어린이들의 생명을 지키기 위해 최선을 다해 치료하고 봉사하는 소아청소년과 의사들의 이야기

## 등장 인물
- 천샤오 - 등자앙 역
- 왕쯔원 - 초가인 역
- 위샤오웨이 - 허병택 역
- 자칭 - 구가인 역
- 악약리 (岳跃利) - 구리펑 역
- 주자치 (朱嘉琦) - 왕항 역
- 장송 (张淞) - 청지타오 역
- 양명나 (杨明娜) - 손혁연 역
- 장우비 (张宇菲) - 하영녕 역
- 관재정 (管梓净) - 하영강 역